# Klaas Tuinstra
Klaas Tuinstra (Sint Annaparochie, 10 februari 1945 – aldaar, 2 februari 2022) was een Nederlands politicus namens de ARP en het CDA.
Tuinstra was een Fries Tweede Kamerlid van het CDA die als actuaris was opgeleid en zijn politieke loopbaan begon bij ARJOS. Al op jonge leeftijd was hij politiek actief als ARP-raadslid van Het Bildt en als Fries Statenlid. Hij was werkzaam bij een verzekeringsmaatschappij en later bedrijfsanalist. In de Kamer was hij woordvoerder op uiteenlopende terreinen die samenhingen met inkomens en financiering.
- Parlement.com: vg09llog8ry4